# جيف لاندو
جيف لاندو (بالإنجليزية: Jeff Landau)‏ هو لاعب كرة مضرب أمريكي، ولد في 9 يناير 1974.